# Evangelický kostel (Bošín)
Evangelický kostel v Bošíně v okrese Nymburk je památkově chráněn od roku 2006. Vesnice Bošín je součástí městyse Křinec a v roce 1995 byla vyhlášena vesnickou památkovou zónou. Toleranční reformovaný sbor helvétského vyznání byl ustaven v Bošíně v roce 1783. Měl tzv. diasporní charakter, členy sboru byli obyvatelé okolních obcí Mečíř, Sovenice, Zábrdovice, aby sbor dosáhl potřebných minimálních sta členů.

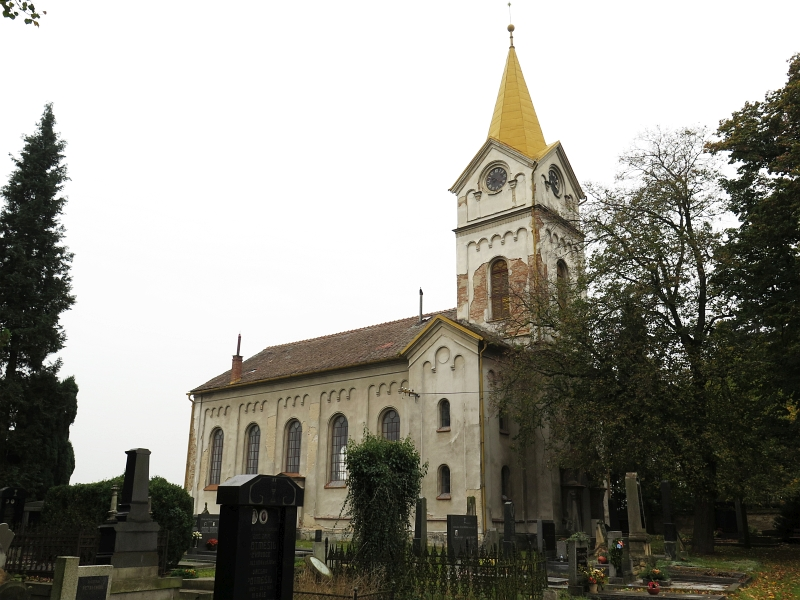
Evangelický kostel v Bošíně

Bohoslužby se konaly ve stodole jednoho člena v Mečíři, kde bydlil i první kazatel z Uher Benjamin Kiss (1783–1786). Kazatel se brzy přestěhoval k sedlákovi Janu Malíkovi do Bošína a bohoslužby se konaly v jeho stodole v Bošíně. V roce 1820 se stal farářem sboru vzdělaný Samuel z Tardy, v Bošíně sloužil 48 let. V době bošínského působení byl současně dvacet čtyři let seniorem poděbradského seniorátu. Za jeho působení v roce 1850 byl postaven kamenný kostel. Farář Ludvik Nagy (1868 – 1884) se zasloužil o obnovení činnosti evangelické školy. Povolal do Bošína učitele a skladatele duchovních písní Josefa Karafiáta z Jimramova, bratra autora Broučků Jana Karafiáta. Po vzniku Československa sbor vstoupil do Českobratrské církve evangelické.

## Kostel
Dřevěný toleranční kostel byl postaven Petrem Mšenským z Dobrovan v letech 1787-1795. Majitel panství hrabě František Xaver Morzin prodal evangelíkům na stavbu levně stavební dříví. 31. srpna 1846 byl položen základní kámen druhého kamenného kostela, který stále musil dodržovat toleranční předpisy, kostel byl bez věže a zvonů. Byla to jednoduchá podélná stavba, posvěcena byla 20. září 1850. Do kostela byly nainstalovány varhany a posvěceny 22. listopadu 1864. Stavba měla špatné základy, byla výrazně poničena silnými deští v roce 1886. V dobovém církevním tisku bylo uvedeno, že kostel je nový a prostranný, avšak posouvá se a hrozí sesutí. Úředním nařízením byl kostel o Vánocích 1886 uzavřen, protože popraskaly zdi a hrozilo sesutí.
Sbor se usnesl postavit kostel nový s využitím stavebního materiálu z kostela stávajícího. Stavby se ujal architekt a stavitel Josef Blecha z Karlína, který postavil i další evangelické kostely. Proti stavbě kostela se postavil místní římskokatolický farář s odůvodněním, že stavba bude rušit vyučování v nedaleké katolické škole, stavbě kostela se mu však zabránit nepodařilo. Nový chrám byl posvěcen 28. září 1887.

## Architektura

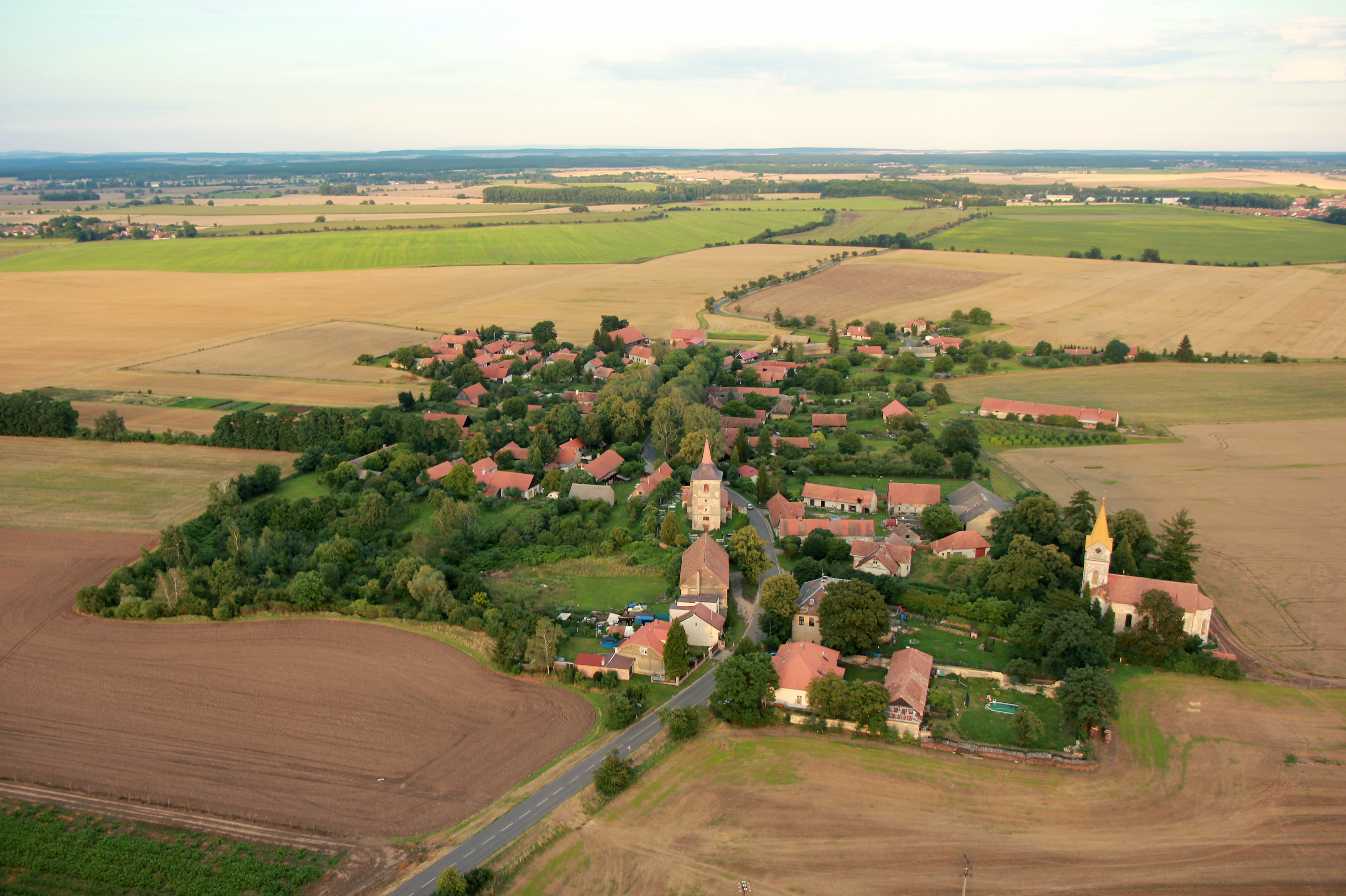
Bošín, evangelický kostel vpravo na okraji obce

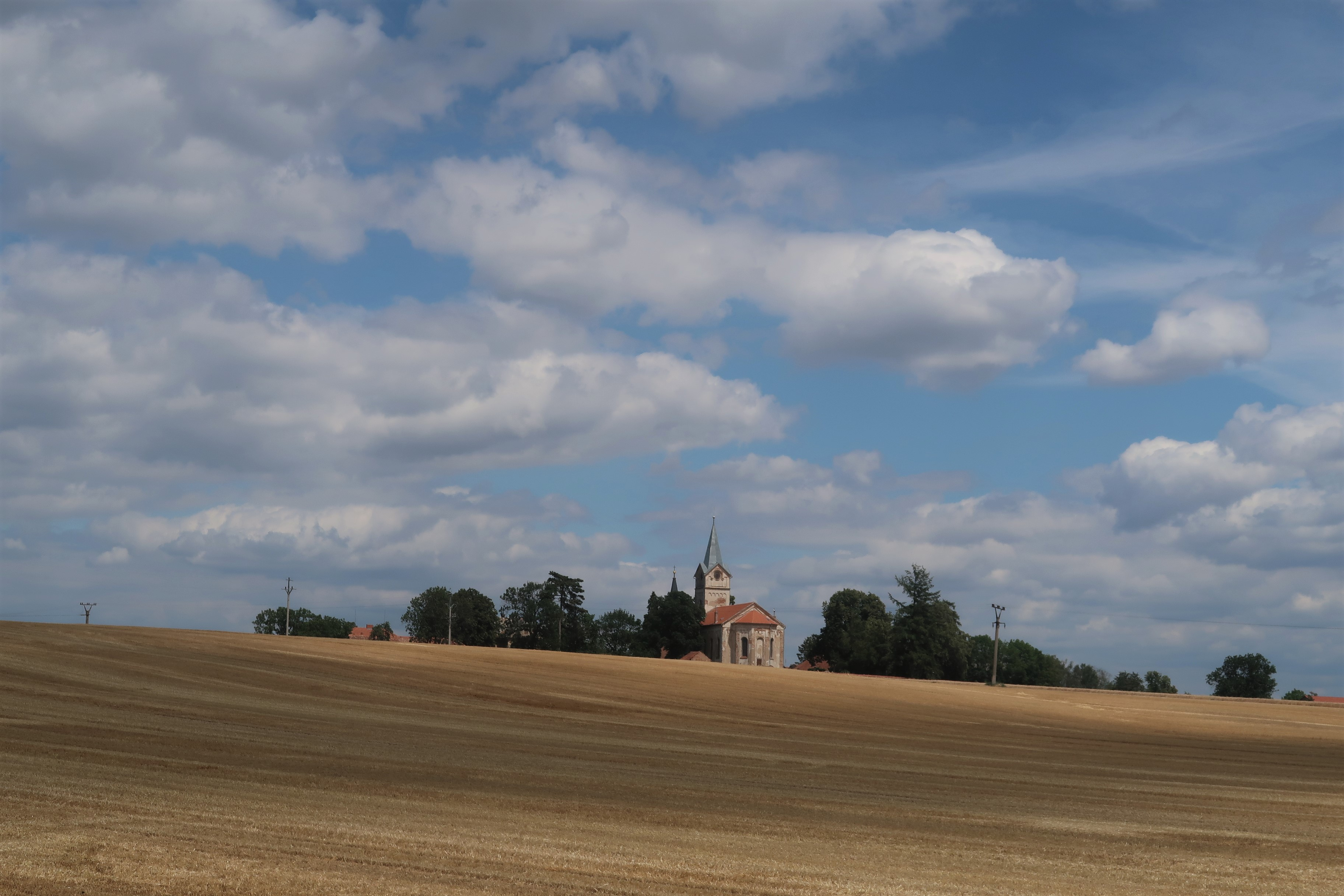
Pohled na obec s kostelem

Kostel na jihozápadním konci obce je novorománská mohutná jednolodní podélná stavba se čtyřbokou věží v ose západního průčelí a dodnes je dominantou obce.
K podstatnějším opravách kostela v dalších letech nedošlo.

## Vnitřní vybavení
V kostele jsou dva zvony, první byly zrekvírovány a roztaveny za první světové války. Nové zvony byly po válce vysvěceny 28. října 1929. Po druhé světové válce trvalo několik let, než byly zvony zrekvírované, ale zachovalé, do kostela vráceny.
V šedesátých letech 20. století byl pod emporou oddělen skleněnou přepážkou zateplený prostor pro konání bohoslužeb v zimě.

## Fara

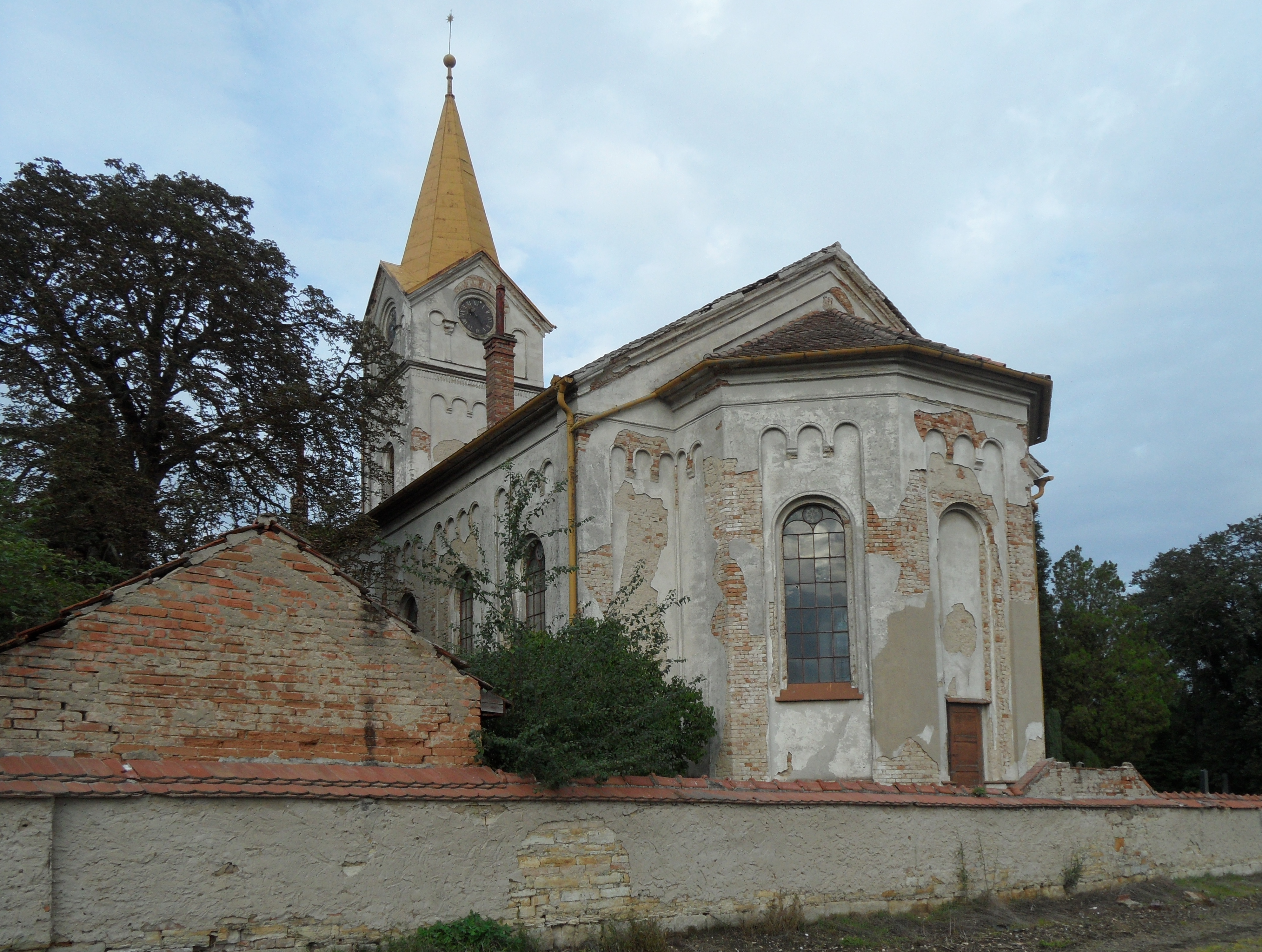
Evangelický kostel

Fara byla vystavena v letech 1792-1795, v roce 1793 do "poněkud dohotovené" se nastěhoval farář, vysvěcena byla až 13. září 1795. Sloužila do roku 1878, kdy byla postavená nová, též památkově chráněna od roku 2008).

## Škola
První evangelická škola byla zřízena v budově fary v roce 1799.
Škoda zanikla začátkem 19. století, v roce 1867 se sbor rozhodl ji obnovit, v roce 1868 byla zřízena v pronajatém stavení vedle fary. Už v roce 1869 bylo pro školu zakoupeno stavení i s okolními pozemky a budova byla stavebně upravena pro potřeby školy. V roce 1875 obdržela škola právo veřejnosti, ale zanikla již po roce 1886.

## Hřbitov
Hřbitov obklopuje evangelický kostel ze tří stran. Na hřbitově jsou pochováni bošínští evangeličtí faráři Samuel Tardy, Josef Choděra, Jan Dobiáš, Vlastimil Plch a Bohumil Baštecký. Je zde pochován dlouholetý učitel evangelické školy Josef Karafiát.

## Památková ochrana
Památkový areál sestává z kostela a hřbitova s ohradní zdí, pozemkem hřbitova a cennými náhrobky Samuela Tardyho, Marie Smethanyové, Marie Novákové, Matěje Šilera a torzem náhrobku neznámého zemřelého.
Památky jsou chráněny z hlediska urbanistického dotvářející charakter vesnické památkové rezervace a krajinotvorného, protože kostel výrazně dominuje v dálkových pohledech na obec a je dokladem silné evangelické tradice v Polabí.